# Крутые девчонки (мультфильм)
«Крутые девчонки» (англ. The Powerpuff Girls Movie) — американский анимационный фильм производства студии Cartoon Network Studios и режиссёра Крейга Маккракена, основанный на мультсериале «Суперкрошки». Фильм является приквелом к мультсериалу, который рассказывает историю происхождения главных героев и их становления защитниками города Таунсвилль.
Критики-соотечественники приняли картину создателя по большей части смешанными отзывами. Фильм также несколько раз транслировался на телеканале Cartoon Network; впервые он был показан 23 мая 2003 года.

## Сюжет
Профессор Утониум создает смесь из сахара, специй и милых штучек, в надежде создать «идеальную маленькую девочку», но он сталкивается с его обезьяной по имени Джоджо, и в результате разлил колбу с Веществом X. На свет появляются три маленькие девочки — Суперкрошки, которых Профессор Утониум называет Цветиком, Пузырьком и Пестиком. Профессор также обнаруживает, что у них появились сверхспособности, несмотря на их сходство. Так целый вечер они проводят как настоящая семья.
Моджо Джоджо объявляет о своём намерении управлять планетой, так как он очень расстроен, что Профессор Утониум о нём забыл. Суперкрошки летят спасать граждан города, понимая, что они могут использовать свои силы для борьбы с приматами. После того, как армия Моджо побеждена, он выпивает Вещество X и превращается в гигантского монстра, одолевая девочек в интенсивной битве. Профессор Утониум прибывает с противоядием для Вещества X, чтобы помочь девочкам, а Моджо уменьшается до его первоначально размера.
Жители Таунсвилля извиняются перед Суперкрошками за то, что недооценивали их, также благодаря их за героические поступки. По настоянию Мэра Суперкрошки соглашаются использовать свои суперсилы для защиты Таунсвилля, став любимой командой супергероев, борющихся с преступностью в городе.

## Роли озвучивали
| Главные персонажи | Главные персонажи | Другие персонажи | Другие персонажи |
| Роль              | Актёр             | Роль             | Актёр            |
| ----------------- | ----------------- | ---------------- | ---------------- |
| Цветик            | Кэти Кавадини     | Мисс Кин         | Дженнифер Хейл   |
| Пузырёк           | Тара Стронг       | Мэр              | Том Кенни        |
| Пестик            | Элизабет Дэйли    | Мисс Белла       | Дженнифер Мартин |
| Профессор Утониум | Том Кейн          | Моджо Джоджо     | Роджер Джексон   |

## Критика и отзывы
В основном фильм получил смешанные и положительные отзывы критиков.

## Кассовые сборы
Кассовые сборы в США составили $11 412 414. Общий мировой валовой доход фильм составил $16,4 млн во всем мире. За свой первый уик-энд фильм занял девятое место в США. Фильм считается кассовым провалом, поскольку его доходы не оправдали ожидания телеканала, а в бюджет фильма не входит реклама, на которую было потрачено ещё несколько миллионов долларов США.